# 사토리 세대

일본어로 사토리는 위 그림과 같이 나타낸다.

사토리 세대(さとり世代, 사토리 세다이)는 물질적 욕망에서 벗어나 불교의 개화를 이룬 것처럼 보이지만 실제로는 거시경제적 추세로 인해 야망과 희망을 포기한 일본의 젊은 세대를 일컫는 일본어 신조어이다. 2010년경에 만들어진 용어이다. 사토리 세대는 돈벌이, 출세, 과시적인 소비에는 관심이 없고 여행, 취미, 연애에도 관심이 없다. 이들의 알코올 소비량은 이전 세대의 일본인보다 훨씬 낮다. 이들은 결혼과 살 집 마련을 미룬 시기(waithood)에 살고 있으며 니트족, 패러사이트 싱글, 프리터 또는 히키코모리이다. 일본의 사토리 세대는 한국의 삼포세대와 대략 비슷하고, 대만의 딸기세대와도 다소 유사하다.

## 같이 보기
- N포세대
- 탕핑족